# Gustavo Oscar Carrara
Gustavo Oscar Carrara (Buenos Aires, 24 maggio 1973) è un arcivescovo cattolico argentino, dal 21 novembre 2024 arcivescovo metropolita di La Plata.

## Biografia
È nato il 24 maggio 1973 a Buenos Aires.

### Formazione e ministero sacerdotale
Dopo essere entrato nel seminario maggiore di Buenos Aires nel 1990 ed aver completato gli studi di filosofia e teologia, è stato ordinato presbitero il 24 ottobre 1998 dall'allora arcivescovo metropolita di Buenos Aires Jorge Mario Bergoglio, divenuto in seguito papa Francesco.

### Ministero episcopale
Il 20 novembre 2017 papa Francesco lo ha nominato vescovo ausiliare di Buenos Aires, assegnandogli la sede titolare di Tasbalta. Ha ricevuto la consacrazione episcopale il 16 dicembre successivo nella cattedrale metropolitana di Buenos Aires dal cardinale Mario Aurelio Poli, arcivescovo metropolita di   
Buenos Aires, co-consacranti il vescovo di San Isidro Oscar Vicente Ojea Quintana, l'arcivescovo titolare di Tiburnia e rettore della Pontificia università cattolica argentina Víctor Manuel Fernández, divenuto in seguito cardinale, e due vescovi ausiliari di Buenos Aires Joaquín Mariano Sucunza e Ernesto Giobando.
Il 10 maggio 2019 è stato ricevuto in udienza papale insieme agli altri vescovi argentini durante la visita ad limina.
Il 21 novembre 2024 è stato promosso arcivescovo metropolita di La Plata. Il 28 dicembre successivo ha preso possesso dell'arcidiocesi.

## Genealogia episcopale
La genealogia episcopale è:
- Cardinale Scipione Rebiba
- Cardinale Giulio Antonio Santori
- Cardinale Girolamo Bernerio, O.P.
- Arcivescovo Galeazzo Sanvitale
- Cardinale Ludovico Ludovisi
- Cardinale Luigi Caetani
- Cardinale Ulderico Carpegna
- Cardinale Paluzzo Paluzzi Altieri degli Albertoni
- Papa Benedetto XIII
- Papa Benedetto XIV
- Papa Clemente XIII
- Cardinale Bernardino Giraud
- Cardinale Alessandro Mattei
- Cardinale Pietro Francesco Galleffi
- Cardinale Giacomo Filippo Fransoni
- Cardinale Carlo Sacconi
- Cardinale Edward Henry Howard
- Cardinale Mariano Rampolla del Tindaro
- Cardinale Antonio Vico
- Arcivescovo Filippo Cortesi
- Arcivescovo Zenobio Lorenzo Guilland
- Vescovo Anunciado Serafini
- Cardinale Antonio Quarracino
- Papa Francesco
- Cardinale Mario Aurelio Poli
- Arcivescovo Gustavo Oscar Carrara